# 东莞会馆

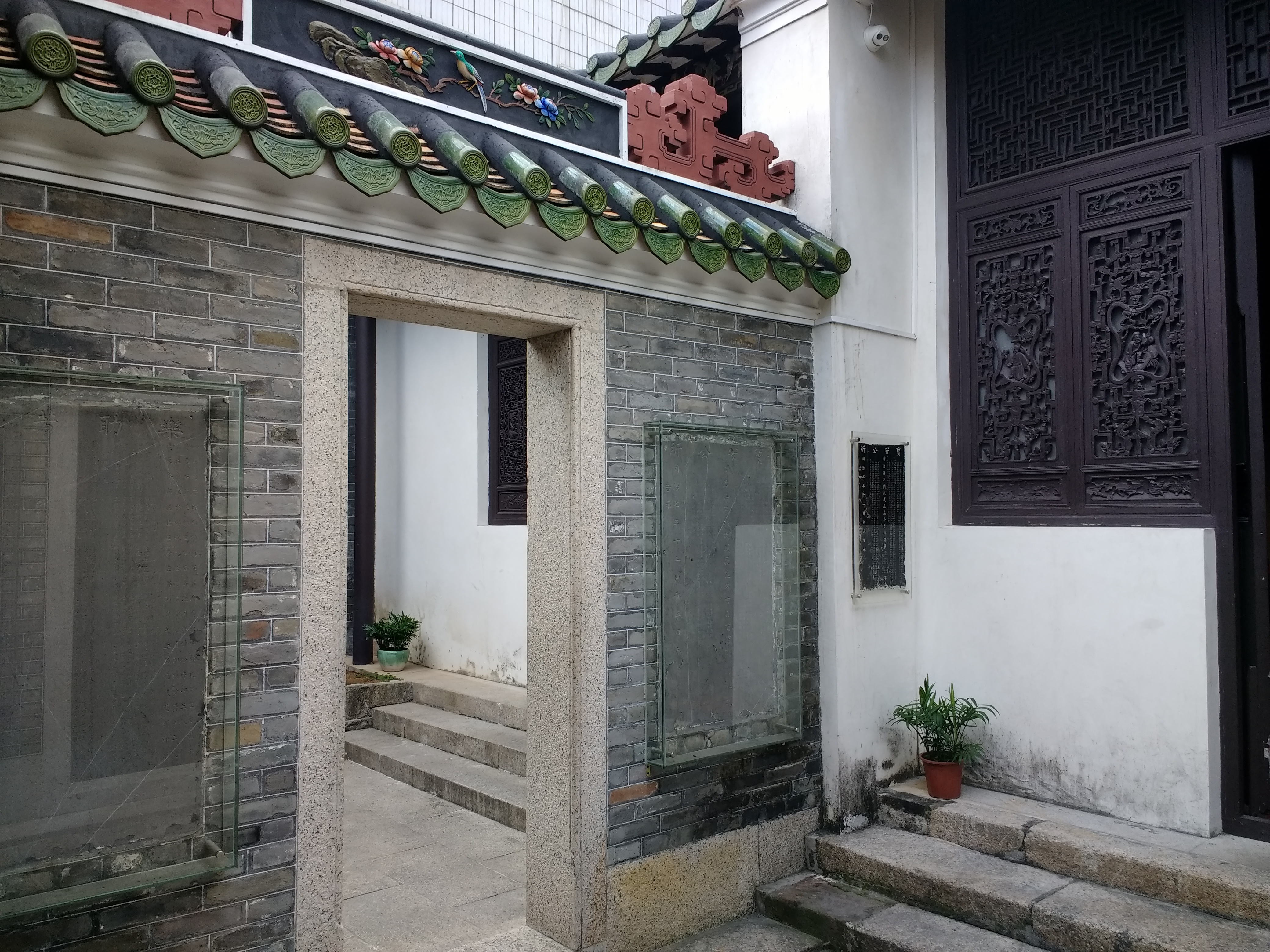
东莞会馆

东莞会馆，位于中国广东省深圳市南山区南头古城内，为深圳市的一个市级文物保护单位，类型为古建筑，公布时间为1984年9月6日。
东莞会馆的历史年代为清代。